# Alinne Rosa
Aline Santos Oliveira (Itabuna, 22 de marzo de 1982), más conocida como Alinne Rosa, es una cantante brasileña.

## Cantante
Alinne Rosa es hija de Valdinete Oliveira (1964-) y Celerino Santos (1964-).
Hasta la edad de 12 años se crio con sus abuelos paternos, una familia de religión evangélica.
A los 15 años de edad cantaba en la iglesia católica de su ciudad, Itabuna:

Empecé muy tarde porque yo era muy tímida, tenía entre 14 y 15 años. Empecé tocando percusión en la iglesia católica, los que tocábamos percusión quedábamos más al fondo, y debido a mi timidez, quedaba bien escondidita. Solo que, mientras tocaba yo cantaba demasiado fuerte, y la gente me escuchaba. Entonces empezaron a decir que yo era afinada y me preguntaron: «¿Por qué no cantas?». Así que un día me animé y empecé a cantar en la iglesia. A partir de ahí pensé: «Voy a seguir esta vida, esto es lo que quiero para mí».
Vine a Salvador a los 16 años, con unas ganas locas de cantar, pero me tiré sin red. Mucha gente me desanimó y por poco no me di por vencida: «Nena, esto de la música es complicado». No me di por vencida, y a partir de ahí todo empezó a funcionar.
Alinne Rosa

Comenzó su carrera cantando en bandas de forró y de axé, y actualmente es la cantante de la banda Cheiro de Amor (‘perfume de amor’).
La revista VIP la ha incluido entre las 100 mujeres más bellas de Brasil.
En la primavera de 2006 grabó con la empresa discográfica EMI su segundo cedé:
A principios de 2012 participó como actriz en la miniserie O brado retumbante (‘el grito retumbante’), en la red Globo de televisión.

## Banda
En 1987, cuando la cantante Marcia Freire se puso al frente de la banda Cheiro de Amor, comenzaron la carrera del éxito.
Se la considera como la principal banda en el carnaval bahiano, junto con Chiclete com Banana (chicle con banana) y Camaleão.
En 1996, Freire fue reemplazada por Carla Visi, que ya había sustituido a otro gran ícono del axé, Daniela Mercury (1965-), en la banda Cia. Con Carla Visi, la banda Cheiro de Amor se convirtió en uno de los mayores vendedores de discos en Brasil.
En 2004 entró Alinne Rosa, y la banda empezó su cuarta formación.

## Vida privada
Vive sola en Salvador de Bahía. Sus padres ―su madre vive en Ilheus― y su hermano Rhanysson (1994-) la visitan regularmente.
Tiene una relación sentimental con Bruno Setúbal, heredero del Banco Itaú, quien vive en São Paulo.
Toma clases de guitarra.

## Discografía
Con la banda Cheiro de Amor:
- 2003: Adrenalyne pura ao vivo
- 2005: De bem com a vida
- 2005: Banda Cheiro de Amor ao vivo
- 2006: Tudo mudou de cor
- 2008: Banda Cheiro de Amor acústico, grabado en el Fuerte de San Marcelo, frente a la Bahía de Todos los Santos (Salvador de Bahía).
- 2010: Axé mineirão